# Bonnetina rudloffi
Bonnetina rudloffi é uma espécie de aranha pertencente à família Theraphosidae. Endêmica do México.